# Charlie G. Hawkins
Charlie G. Hawkins es un actor inglés, más conocido por haber interpretado a Darren Miller en la serie EastEnders. 

## Biografía
Es hijo de Charlie Hawkins, tiene un hermano llamado George.

## Carrera
Su papel más memorable fue en el 2002 cuando apareció en la película Ali G InDaHouse donde interpretó a Tyrone, la película fue protagonizada por Sacha Baron Cohen.
El 6 de septiembre de 2004 Charlie obtuvo su primer papel importante en la televisión cuando se unió al elenco de la exitosa serie británica EastEnders donde interpretó a Darren Miller.
En el 2011 se anunció que Charlie dejaría la serie ese mismo año, su última aparición fue el 20 de septiembre del mismo año.
En febrero del 2010 apareció en el programa The Weakest Link donde concursó junto a algunos de sus compañeros de EastEnders, Adam Woodyatt, Laila Morse, Laurie Brett, Todd Carty, Ricky Groves, John Partridge, John Altman y Larry Lamb.

## Filmografía

### Series de televisión
| Año         | Título                                | Personaje     | Notas                     |
| ----------- | ------------------------------------- | ------------- | ------------------------- |
| 2004 - 2011 | EastEnders                            | Darren Miller | 455 episodios             |
| 2003        | Foyle's War                           | Brian         | episodio "War Games"      |
| 2003        | Seven Wonders of the Industrial World | Mudlark       | episodio "The Sewer King" |

### Películas
| Año  | Título           | Personaje               | Notas                    |
| ---- | ---------------- | ----------------------- | ------------------------ |
| 2003 | Shanghai Knights | Repartidor de Periódico | -                        |
| 2002 | Mrs Meitlemeihr  | Niño                    | corto - junto a Udo Kier |
| 2002 | Ali G Indahouse  | Cub Scout               | -                        |

## Premios y nominaciones
| Año  | Categoría                                               | Premio             | Serie      | Resultado |
| ---- | ------------------------------------------------------- | ------------------ | ---------- | --------- |
| 2007 | Best Dramatic Performance from a Young Actor or Actress | British Soap Award | EastEnders | Nominado  |